# Vestfálsko

Tři oblasti nesoucí jméno Vestfálsko (na pozadí mapy současného Německa):
* zelená: Vestfálské království v hranicích z let 1812–1813)
- červená: provincie Vestfálsko (1815–1946)
- tmavošedá: Severní Porýní-Vestfálsko v hranicích z roku 1947

Vestfálsko (německy: Westfalen [vɛstˈfaːlən]) je region v severozápadním Německu. Nelze sice určit jeho přesné hranice, protože jméno Vestfálsko bylo v různých dobách dáváno různým územím, panuje však shoda, že sem z velkých měst patří Münster, Osnabrück, Bielefeld a Dortmund.

## Historické území
Jako Vestfálsko se původně označovala západní část středověkého Saského vévodství. Roku 1180 vytvořil římskoněmecký císař Fridrich Barbarossa na malé části původního Vestfálska jižně od řeky Lippe Vestfálské vévodství, které udělil kolínskému arcibiskupovi Filipovi I. z Heinsbergu. V držení kolínských arcibiskupů bylo toto území až do roku 1803, kdy se po sekularizaci stalo součástí Hesensko-darmstadtského lankrabství.
Východně od původního vévodství, na území obsazeném francouzskými vojsky, pak vytvořil 18. srpna 1807 francouzský císař Napoleon I. Vestfálské království, jež se stalo členským státem Rýnského spolku a vazalským státem Francouzského císařství. Do čela nového království, jehož metropolí bylo hlavní město bývalého kurfiřtství hesenského Kassel, dosadil Napoleon svého bratra Jérôma. Království bylo na severovýchodě a východě ohraničeno Labem a zahrnovalo obsazená území hesenského kurfiřtství, východní část obsazeného Hannoverska, bývalé biskupství Hildesheim, hrabství Rietberg, Brunšvicko, dříve pruský Eichsfeldu, bývalé biskupství Paderborn, dříve pruské knížectví Halberstadt, západní část dříve pruského vévodství Magdeburg, dříve pruskou Starou marku, dříve svobodná říšská města Goslar a Mühlhausen, a některá další území. Království zaniklo roku 1813.
Na části jeho území a územích bývalého Vestfálského vévodství, bývalých hrabství Rietbergu, Marky, Steinfurtu, Sayn-Wittgenstein-Hohensteinu, Limburgu, Ravensbergu, Tecklenburgu, jižní části hrabství Lingen, panství Rhedy, bývalého svobodného říšského města Dortmundu, knížectví Mindenu, knížectví Nasavska-Siegenska a jižní části bývalého biskupství Münster poté vytvořilo Prusko novou provincii Vestfálsko.
Po druhé světové válce pak byla tato provincie v rámci Britské okupační zóny 23. srpna 1946 spojena s provincií Severní Porýní do nové země Severní Porýní-Vestfálsko a jako správní celek zanikla.